# Soini Nikkinen
Pour les articles homonymes, voir Soini (homonymie).
Soini Nikkinen (né le 19 juillet 1923 à Kiuruvesi et mort le 2 juin 2012) est un athlète finlandais spécialiste du lancer du javelot.

## Biographie
Soini Nikkinen participe à deux Jeux olympiques, en 1948 et 1952, où il prend respectivement la 12e et la 8e place.
En 1954, il remporte la médaille de bronze Championnats d'Europe avec un jet à 73,38 m. Il est devancé par le Polonais Janusz Sidło et le Soviétique Vladimir Kuznetsov.
Le 24 juin 1956, Soini Nikkinen s'empare du record du monde du lancer du javelot avec 83,56 m. Son record ne tiendra que six jours, puisqu'il est battu par Janusz Sidło le 30 juin, avec 83,66 m.

### Palmarès
| Date | Compétition           | Lieu     | Résultat | Performance |
| ---- | --------------------- | -------- | -------- | ----------- |
| 1948 | Jeux olympiques       | Londres  | 12e      | 58,05 m     |
| 1952 | Jeux olympiques       | Helsinki | 8e       | 68,80 m     |
| 1954 | Championnats d'Europe | Berne    | 3e       | 73,38 m     |

### Records
| Épreuve           | Performance | Lieu      | Date         |
| ----------------- | ----------- | --------- | ------------ |
| Lancer du javelot | 83,56 m     | Kuhmoinen | 24 juin 1956 |